# HD63728
HD63728 — хімічно пекулярна зоря спектрального класу
A0 й має видиму зоряну величину в смузі V приблизно  9,3.

## Пекулярний хімічний склад
Зоряна атмосфера HD63728 має підвищений вміст 
Eu
.